# Giardino Moncada
Il Giardino Moncada (o Villa Moncada) è il principale parco pubblico di Paternò, in provincia di Catania, di proprietà comunale, il più grande per estensione della città e situato all'ingresso del suo centro storico.

## Storia
L'area su cui sorge fu all'origine un esteso fondo agricolo dedicato alla coltivazione degli agrumi, situato nella parte orientale della cittadina etnea, donato nel 1912 al Comune di Paternò dal cavalier Carmelo Moncada (1860-1945), un nobile e possidente del luogo, allo scopo di realizzarvi un giardino pubblico. Il terreno era molto vasto ed aveva un'estensione di 26.500 m², e il progetto per la realizzazione del giardino fu affidato all'ingegner Vincenzo La Russa. Lungaggini burocratiche impedirono l'avvio immediato dei lavori per la sua costruzione, e rimasta ancora inattuata, nel 1939 il Moncada confermò la donazione del fondo di sua proprietà al Comune.
Lo scoppio della seconda guerra mondiale bloccò la costruzione della villa, e il terreno fu utilizzato come ospedale da campo, fatto allestire da Padre Vincenzo Ravazzini (1910-1943), un frate cappuccino emiliano originario di Castellarano. La struttura, assieme all'ospedale Santissimo Salvatore, accoglieva i militari e i civili feriti nei bombardamenti che colpirono i centri vicini, e vi operavano medici e volontari. A Paternò i bombardamenti compiuti dall'aviazione alleata dal 14 luglio al 5 agosto 1943, causarono centinaia di morti, e nonostante l'area fu una zona di ricovero, non venne risparmiata dai predetti bombardamenti, che causarono numerosi decessi tra i ricoverati e gli operatori sanitari, e lo stesso Ravazzini morì il 15 luglio, colpito da una scheggia mentre teneva con una mano il crocifisso e con l'altra una borraccia d'acqua che portava ai ricoverati. Altre fonti sostengono che l'incendio all'ospedale da campo di Paternò fu causato dai militari tedeschi in ritirata, che lo avrebbero intenzionalmente bruciato.
Nel dopoguerra furono avviati i lavori per la costruzione della villa, parzialmente inaugurata e aperta nel 1953. Alla conclusione dei lavori, avvenne l'inaugurazione ufficiale con la cerimonia svoltasi l'8 luglio 1957, presieduta dall'allora sindaco Barbaro Lo Giudice, e il giardino fu intitolato alla memoria del Cavaliere Moncada, di cui in occasione della medesima cerimonia fu scoperto il busto marmoreo. Nel 1959, fu installato il busto marmoreo del professor Gaetano Cutore (1869-1955), insigne medico e anatomista paternese. Il Giardino Moncada divenne fin da subito luogo di ritrovo e di passeggio delle famiglie paternesi, oltre che luogo di attrazione cittadino, tanto da essere oggetto di interesse di operatori televisivi, che nel 1967 vi girarono dei filmati per l'Intervallo Rai.
Il 14 luglio 1973, all'interno del Giardino Moncada, in occasione del trentesimo anniversario dei tragici bombardamenti avvenuti a Paternò, per i quali il comune etneo nel 1972 fu decorato della Medaglia d'oro al valor civile, si svolse una solenne cerimonia in occasione della quale fu eretta una stele in memoria di Padre Ravazzini.
Nel 1982, nella villa fu apposto il terzo busto raffigurante il tenore paternese Giulio Crimi (1885-1939).
Nel 1991, sono stati effettuati significativi lavori di restauro, che ne modificarono lo stile architettonico, e di rifacimento degli spazi verdi e di strutture come la fontana circolare. Ciò nonostante, la villa a partire dalla fine degli anni novanta andò in progressivo stato di abbandono e di degrado, con il verificarsi soprattutto di atti vandalici compiuti da ignoti nelle ore notturne, come quelli che hanno distrutto i tre busti marmorei e il parco giochi, e causato l'uccisione delle papere all'interno della fontana.

## Descrizione
Il Giardino Moncada, la più grande area verde di Paternò, nonché uno dei giardini pubblici più estesi della provincia di Catania, è situato nella parte orientale della città, all'ingresso del centro storico. L'ingresso principale si trova nella piazzetta antistante che fa parte della via Vittorio Emanuele, e si trova a poca distanza dalla stazione FCE e dallo svincolo della Strada Statale 121, principale porta d'ingresso alla città agli autoveicoli. Un ingresso secondario si trova invece nella parte posteriore, in via della Libertà.
È definito il "polmone verde" di Paternò per la considerevole quantità di specie vegetali. Esso si presenta all'interno con un largo vialetto che conduce alla fontana, ed è caratterizzato dalla presenza di ampie aree verdi, con aiuole e alberi di alto fusto e di varie tipologie, tra cui palme e pini, che fanno da ornamento per i vialetti secondari.
L'area è stata utilizzata per ospitare eventi di pubblico interesse, in particolare la Fiera di Settembre, che si svolge dal 1976, dedicata all'agricoltura, all'artigianato locale, al commercio, ai prodotti tipici ed enogastronomici, e comprende anche gli spettacoli..
Allo stato attuale il Giardino Moncada presenta gravi carenze per quanto concerne la cura del verde e la pulizia; i servizi igienici si presentano guasti, e grave è la presenza di cumuli di spazzatura, dovuta all'inciviltà di alcuni cittadini che la gettano colà; altri problemi riguardano la sicurezza, dato che la villa è diventata rifugio per senza fissa dimora e luogo di spaccio di stupefacenti.